# Henry y June (película)
Henry y June es una película estadounidense de 1990 dirigida por Philip Kaufman.
Reconstrucción de las relaciones amorosas entre los escritores Henry Miller y Anaïs Nin, a partir del diario publicado de Nin que lleva el mismo nombre. Miller y Nin son interpretados por Fred Ward y María de Medeiros, respectivamente. 

## Sinopsis
Ambientada en París en 1931, la película narra la historia de Anaïs Nin, una escritora que, a pesar de mantener una relación estable con su marido Ian Hugo, siente que su vida carece de intensidad. Al conocer al novelista Henry Miller, que por entonces trabaja en su primer libro, Nin se siente atraída tanto por él como por su esposa June y su estilo de vida bohemio. Nin se involucra en la conflictiva relación de la pareja, iniciando una aventura con Miller mientras también explora una atracción hacia June. Finalmente, ayuda a Miller a publicar su novela Trópico de Cáncer, aunque su intervención contribuye a la separación de los Miller. Tras estos acontecimientos, Nin regresa con su marido.

## Reparto
- Fred Ward como Henry Miller.
- Uma Thurman como June Miller.
- Maria de Medeiros como Anaïs Nin.
- Richard E. Grant como Hugo Guiler.
- Kevin Spacey como Richard Osborn.
- Jean Phillipe-Ecoffey como Eduardo Sánchez.
- Féodor Atkine como Paco, Francisco Miralles Arnau

- Datos: Q582138